# 28. Armee (Rote Armee)
Die 28. Armee (russisch 28-я армия) war im Zweiten Weltkrieg ein Großverband der Roten Armee, der 1941 am Mittelabschnitt und ab 1942 im Kaukasus und danach am Südabschnitt der Ostfront eingesetzt wurde. Im Sommer 1944 wurde die 28. Armee in der Operation Bagration im Raum Brest eingesetzt, der Kampf der Armee endete im Mai 1945 in der Tschechoslowakei.

## Geschichte

### 1941/42
Erste Formation
Die 28. Armee wurde am 1. Juli 1941 auf der Grundlage der Stawka-Richtlinie om 25. Juni 1941 im Militärbezirk Archangelsk aufgestellt. Am 5. Juli wurde das Kommando in die Reserve des Obersten Kommandozentrums aufgenommen, und am 15. Juli der Front der Reservearmeen zugeteilt. Die Truppen nahmen an der zweiten Phase der Kesselschlacht bei Smolensk (10. Juli – 10. September 1941) teil, wobei sie in Richtung Roslawl und Potschinok Gegenangriffe ansetzten. Aus der operativen Gruppe Katschalow (149., 145. Schützen- und 104. Panzerdivision) – die im Südosten von Roslawl konzentriert war, wurde die 28. Armee in folgender Gliederung geschaffen:
- 30. Schützenkorps (Generalleutnant I. W. Seliwanow) mit 89., 120. und 149. Schützen-Division
- 33. Schützenkorps (Generalmajor G. A. Chaljusin) mit 145., 217., 222. und 248. Schützen-Division
- 27. Mechanisiertes Korps (Generalmajor I. J. Petrow) mit 57. und 59. Panzerdivision sowie 221. Motorisierte Division

Am 21. Juli 1941 wurde die 28. Armee der Westfront unterstellt. Anfang August 1941 führte die Truppen schwere Verteidigungskämpfe bei Roslawl, bis Teilen der Armee die Munition ausging und dabei der Befehlshaber General W. J. Katschalow am 4. August fiel, während die deutsche Panzergruppe 2 einen Ring um seine Armee schlossen. Die zerschlagene Armee wurde am 10. August 1941 aufgelöst.
Zweite Formation
Die zweite Aufstellung der 28. Armee erfolgte am 15. November 1941 im Moskauer Militärbezirk mit direkter Stawka-Unterordnung.
- Die neue Armee bestand zunächst aus der 359., 363., 367. und 375. Schützendivision sowie Artillerie und anderen Einheiten. Ab Anfang Dezember wurden die noch im Training stehenden Truppen, zu Arbeiten an der Unscha, zum Bau des befestigten Raumes von Jaroslawl und zur Sicherung des östlichen Wolga-Ufers bis zur Scheksna betraut.

Am 10. April 1942 wurde die 28. Armee der Südwestfront überstellt. Von Mai bis Juli, nach den vergeblichen Offensiven Timoschenkos während der Schlacht bei Charkow (12.–29. Mai) und den heftigen Abwehrkämpfe in der Woronesch-Woroschilowgrader Operation (28. Juni – 24. Juli) hatte die 28. Armee schwere Verluste erlitten. Am 12. Juli 1942 wurde die Armee an die Südfront versetzt und 17. Juli Teil der ersten Formation der Stalingrader Front. Die zweite Formation der 28. Armee wurde am 31. Juli infolge der deutschen Don-Offensive aufgelöst; das Oberkommando wurde zur Bildung der 4. Panzerarmee verwendet, die Truppen an die 21. Armee überstellt.
Dritte Formation
Die dritte Bildung der 28. Armee wurde am 9. September 1942 nach der Stawka-Richtlinie vom 28. August auf Grundlage des Militärbezirks Stalingrad bei der Südostfront aufgestellt.
- Die neue Armee umfasste die 34. Garde- und 248. Schützen-Division, die 52., 152. und 159. Schützenbrigade, das 78. und 116. befestigte Gebiete und andere Teile.

Am 30. September 1942 wurde die 28. Armee der 2. Formation der Stalingrader Front eingegliedert und nahm an der Schlacht von Stalingrad teil. Von September bis Oktober vereitelten die Truppen die deutschen Versuche, durch die Kalmückensteppe bis zur Mündung der Wolga vorzudringen und die Eisenbahn von Astrachan nach Kisljar zu unterbrechen. Im Dezember startete die 28. Armee Offensivoperationen in Richtung Elista und Salsk, am 31. Dezember eroberten die Truppen Elista zurück.

### 1943
Die Truppen der 28. Armee waren ab 1. Januar 1943 wieder Teil der Südfront (2. Formation) und erweiterten die Offensive erfolgreich zur Don-Mündung. Am 22. Januar wurde Salsk befreit, dann in Zusammenarbeit mit den Truppen der 5. Stoßarmee am 14. Februar Rostow am Don. Am 18. Februar erreichten die Einheiten der Armee den Mius, wo sie zur Verteidigung überging.
Von August bis Oktober 1943 nahm die 28. Armee als Teil der Südfront an der Donbass-Operation (13. bis 22. September) und der Melitopoler Operation (26. September bis 5. November) teil. Infolge dieser Operationen wurde der Donbass befreit, und die sowjetischen Truppen erreichten den Unterlauf des Dnjepr bis zum Eingang auf die Halbinsel Krim, wo an der Landenge ein Brückenkopf am südlichen Ufer des Sywasch gebildet wurde.

### 1944
Im Februar 1944 nahm die 28. Armee an der Nikopol-Kriwoi Roger Operation (30. Januar – 29. Februar) teil. Ab 1. März Teil der 3. Ukrainischen Front kämpften die Truppen auch in der Beresnegowatoje-Snigirjower Operation (6.–18. März), wobei die Armee in Zusammenarbeit mit anderen Armeen Cherson (13. März) und Nikolajew (28. März) befreit werden konnte.
Ab 30. März 1944 kam die Armee in Reserve der Stawka und wurde dann in den mittleren Abschnitt der sowjetisch-deutschen Front verlegt, wo sie von Juni bis Juli im Rahmen der 1. Weißrussischen Front (ab 27. Mai) an der Zerschlagung der deutschen Heeresgruppe Mitte in Belarus beteiligt war. Truppen der 28. Armee durchbrachen während der Operation Bagration zusammen mit der 65. Armee die Front der deutschen 9. Armee bei Paritschi, kämpfte dann im Raum Bobruisk und beteiligten sich an der Kesselschlacht bei Minsk (Tscherwen).
Armeegliederung am 22. Juni 1944
- 3. Garde-Schützen-Korps, Generalmajor Franz Josifowitsch Perchorowitsch mit 50., 54. und 96. Garde-Schützendivision
- 20. Schützen-Korps, Generalmajor Nikolai Alexandrowitsch Schwarew mit 48. und 55. Garde- sowie der 20. Schützen-Division
- 128. Schützen-Korps, Generalmajor Pawel Fjodorowitsch Batizki mit 61., 130. und 152. Schützendivision

Die Truppen der 28. Armee erzwangen nach dem Durchmarsch des Bialowieza-Urwaldes den Übergang an der Jasiolda und während der Lublin-Brester Operation Mitte Juli am westlichen Bug in der Region Brest. Die Truppen überquerten die Staatsgrenze von 1939 und verfolgten die deutschen Truppen zusammen mit der 70. Armee durch das polnische Territorium in den Raum nördlich von Siedlce. Am 15. September 1944 wurde die Armee in die Reserve des Obersten Kommandozentrums zurückgezogen und am 13. Oktober an die 3. Weißrussische Front versetzt, um an der Offensive in Ostpreußen teilzunehmen. In der zweiten Phase der Gumbinnen-Goldaper Operation eingreifend, vollendeten die Armeetruppen den Durchbruch der feindlichen Befestigungen an der Grenzzone und eroberten am 25. Oktober die Stadt Stallupönen (Nesterow).

### 1945
Vom 13. Januar bis März 1945 kämpfte die 28. Armee im Verband der 3. Weißrussischen Front unter Marschall Tschernjachowski in folgender Gliederung der Schlacht um Ostpreußen:
3. Garde-Schützenkorps, Generalmajor Pjotr Alexejewitsch Alexandrow
- 50. Garde-Schützendivision, Generalmajor Antoni S. Wladjatschankin
- 54. Garde-Schützendivision, Generalmajor M. M. Danilow
- 96. Garde-Schützendivision, Generalmajor S. N. Kuznezow

128. Schützenkorps, Generalleutnant Pawel Fjodorowitsch Batizki
- 130. Schützendivision, Generalmajor K. W. Sitschew
- 61. Schützendivision, Generalmajor A. G. Schatzkow
- 152. Schützendivision, Oberst A. T. Kusin

20. Schützenkorps, Generalmajor Nikolai Alexandrowitsch Schwarew
- 55. Garde-Schützendivision, Generalmajor Adam P. Turchinski
- 48. Garde-Schützendivision, Generalmajor Gljeb N. Korchik
- 20. Schützendivision, Oberst I. G. Nesterenko

Die Armeetruppen konnten bis 18. Januar die stark befestigten deutschen Verteidigungsanlagen überwinden und drangen in den zentralen Teil Ostpreußens ein. In der weiteren Offensive eroberten sie in Zusammenarbeit mit anderen Fronttruppen die Ostseeküste südwestlich von Königsberg und schnitten die Rückzugsweg der deutschen 2. Armee ab.
Nachdem Königsberg umzingelt war, wurde die Armee am 1. April 1945 in die Reserve des Obersten Kommandozentrums zurückgezogen und am 20. April zur 1. Ukrainischen Front versetzt um noch an der Berliner Operation (16. April – 8. Mai) teilzunehmen.
Nach der Verlegung in die Lausitz nahmen die Truppen noch an der Prager Operation (6.–11. Mai 1945) teil. In Zusammenarbeit mit der 52. Armee wurden die Verbände der deutschen 4. Panzerarmee zwischen Löbau und Görlitz geworfen und über Niska in Richtung Zittau zurückgedrängt. Die 28. Armee marschierte über Česká Lípa in den Nordosten von Prag vor, wo die Kapitulation der Masse der deutschen Heeresgruppe Mitte erzwungen wurde.

## Führung
Befehlshaber
- Generalleutnant Wladimir Jakowljewitsch Katschalow (Juni–August 1941)
- Armeegeneral Iwan Wladimirowitsch Tjulenew (November 1941 – März 1942)
- Generalleutnant Dmitri Iwanowitsch Rjabyschew (Mai – Juli 1942)
- Generalmajor Wassili Dmitrijewitsch Krjutschonkin (Juli 1942)
- Generalleutnant Wassili Filippowitsch Gerassimenko (September 1942 – November 1943)
- Generalleutnant Alexei Alexandrowitsch Gretschkin (November 1943 – Mai 1944)
- Generalleutnant Alexander Alexejewitsch Lutschinski (Mai 1944 bis Kriegsende)

Mitglied des Militärrats
- Brigadierkommissar W. T. Kolesnikow (Juni–August 1941)
- Divisionskommissar D. G. Dubrowski (November 1941 – Januar 1942)
- Brigadierkommissar N. Abramow (Januar – April 1942)
- Brigadierkommissar N. K. Popel (April–Juli 1942)
- Brigadierkommissar F. P. Luschko (Juli 1942)
- Oberst / Generalmajor A. N. Melnikow (September 1942 bis Kriegsende)

Stabschef der Armee
- Generalmajor P. G. Jegorow (Juni – August 1941)
- Generaloberst F. I. Kusnezow (November – Dezember 1941)
- Generalmajor A. G. Maslow (März – April 1942)
- Generalmajor A. A. Martjanow (April–Juni 1942)
- Generalmajor L. V. Wetoschnikow (Juni–Juli 1942)
- Oberst I. I. Izotow (Juli 1942)
- Oberst J. F. Jeremenko (September 1942)
- Generalmajor S. M. Rogatschewski (September 1942 bis Kriegsende)